# Sender Welsberg
Der Sender Welsberg ist ein Füllsender der RAI und versorgt das Hochpustertal zwischen Olang und Welsberg. Welsberg wird auch vom Sender Kronplatz versorgt. Er wird von folgenden Betreibern mitbenutzt: RAS, NBC, Timb, VB33, Tim, Vodafone und Wind. Olang wird auch vom Sender Olang versorgt. Dieser Sender versorgt gemeinsam mit den Sender Toblach, Sender Innichen und Sender Vierschach das Hochpustertal.

## UKW-Sender
- NBC 90,3 MHz
- RAS Österreich 1 107,3 MHz
- RAS Ö3 105,8 MHz
- RAS ORF Radio Tirol 103,7 MHz
- RAI RADIO1 88,4 MHz
- RAI RADIO2 92,6 MHz
- RAI RADIO3 96,5 MHz
- Rai Südtirol 99,9 MHz

## DVB-T Sender
- Easy Kids, Alice, Marcopolo, Leonardo, iLIKE.TV, Sender 259, Super!, Padre Pio TV Diese Programme werden auf Kanal 55 H ausgestrahlt.
- ORF1 HD, ORF2 HD, Das Erste HD Diese Programme werden auf Kanal 59 H/V ausgestrahlt.
- ORF1, ORF2, ORFIII, Das Erste, ZDF, 3sat Diese Programme werden auf Kanal 34 H/V ausgestrahlt.
- Rai 1, Rai 2, Rai 3 TGR Alto Adige, Rai News, RAI 3 Südtirol, Rai Radio 1, Rai Radio 2, Rai Radio 3, Rai Südtirol Diese Programme werden auf Kanal 9 HV ausgestrahlt.
- SRF1 HD, SRF2 HD, ZDF HD Diese Programme werden auf Kanal 27 H/V ausgestrahlt.
- SRF1, SRFzwei, BR, Kika, arte, RSI La1 Diese Programme werden auf Kanal 51 H/V ausgestrahlt.
- VERO CAPRI, VERO, MTV Music, La 7, Frisbee, MTV, La 7D	Diese Programme werden auf Kanal 48 H ausgestrahlt.